# Al Ahly Shendi
Pour les articles homonymes, voir Al Ahly.
Maillots
Actualités
Le Al Ahly Shendi Club (en arabe : نادي الأهلي شندي), plus couramment abrégé en Al Ahly, est un club soudanais de football fondé en 1943 et basé dans la ville de Chendi.

## Histoire
Le club termine quatrième du Championnat du Soudan en 2011. Il fait alors sensation en se qualifiant pour la phase de groupes de la Coupe de la confédération, phase précédant les demi-finales. Il s'agit pourtant de sa toute première participation à une compétition continentale africaine.

Le club se retrouve avec deux autres équipes soudanaises lors cette phase de groupe. Un record est ainsi établi, car jamais trois clubs d'un même pays n'avaient atteint ce stade lors d'une compétition de la CAF.

## Palmarès
| Compétitions nationales                     |
| ------------------------------------------- |
| - Coupe du Soudan (1) : - Vainqueur : 2017. |

### Performances en compétitions africaines
- Coupe de la confédération : 3 participations
  - Coupe de la confédération 2012 - Phase de groupes
  - Coupe de la confédération 2013 - Huitièmes de finale
  - Coupe de la confédération 2014 - Deuxième tour

## Personnalités du club

### Présidents du club
- Idris Salah

### Entraîneurs du club
- Faruk Kulović[2]